# Messiaskirken
Messiaskirken er en kirke i Charlottenlund, beliggende på Hartmannsvej tæt ved jernbanen. Kirken er tegnet af arkitekt Carl Schiøtz og blev rejst 1918-1926. Byggeriets første fase omfattede kun et menighedshus; siden kom kirkebygningen til. Kirken repræsenterer en nybarok stil med enkelte gotiske tudor-indslag inspireret af danske og engelske forbilleder.
Kirkens glasmalerier er udført af Johan Thomas Skovgaard. Kirkens interiør blev ombygget i enklere former i 1960'erne. Orglet er bygget i 1930 af Th. Frobenius og er på 32 stemmer.

## Eksterne kilder og henvisninger
- Messiaskirken hos KortTilKirken.dk